# Ectophasia crassipennis
Ectophasia crassipennis — вид мух-тахінід роду Ectophasia. Паразитують на клопах-щитниках. Поширені в Палеарктиці, на півночі Європи трапляються зрідка. Зокрема в Швеції вперше виявлена 2005 року

## Опис
Середнього розміру мухи, довжина тіла 1-1,2 см. Груди вкриті золотистим пилком, у самців він виражений сильніше. На крилах самиць наявна темна область, у самців крила темні по краях, а також є невелика темна пляма по центру. Забарвлення черевця з помаранчевими плямами, варіює, часто є поздовжня чорна смуга або все черевце чорнобуре.

## Спосіб життя

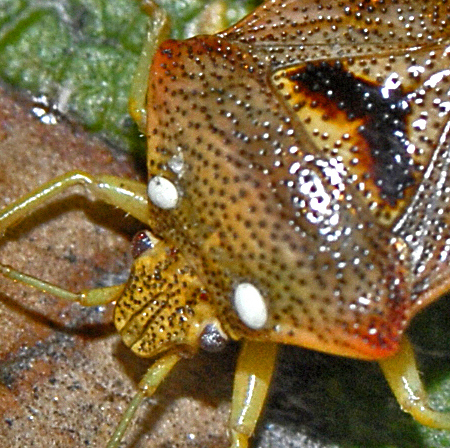
Яйця мухи Ectophasia crassipennis на передньоспинці клопа Elasmucha grisea

Паразитує на багатьох видах клопів, зокрема на Graphosoma rubrolineatum. Імаго трапляється на квітках, зокрема молочаю. Яйця відкладають на тіло клопа в недоступні для нього місця. Личинки виводяться не одразу, а за деякий час.
Тахінові мухи цього виду роду випробовувалися для боротьби зі шкідливою черепашкою.